# دالي سكوت
دالي سكوت (بالإنجليزية: Dale Scott) هو حكم كرة قاعدة ‏ أمريكي، ولد في 14 أغسطس 1959 في يوجين في الولايات المتحدة.